# Arturo Marasso
Arturo Marasso Rocca (Chilecito (La Rioja, Argentina), 18 de agosto de 1890 - Buenos Aires, 26 de abril de 1970) fue un humanista, poeta y profesor argentino.

## Biografía
Nació en Chilecito de madre española Clementina Porta  y padre músico italiano Francisco Marasso Rocca y se recibió de maestro en Catamarca, en 1910, mostrando gran inclinación por las críticas eruditas. Este escritor impulsó en parte las nuevas formas de escritura. Su vida no fue sencilla, puesto que estuvo llena de baches para poder crear sus diversas obras. Este gran escritor argentino supo como exteriorizar todos sus sentidos dentro de sus obras.
Actualmente, la Escuela nacional normal superior del Profesorado Mariano Acosta, entrega el premio Arturo Marasso a los escritores de La Rioja destacados.

## El profesor
No fueron pocos los que pasaron por sus aulas, el mismo Julio Cortázar lo recordaba como su profesor de literatura griega y española, y sobre todo como quien se dio cuenta de su vocación de escritor, prestándole libros y sumergiéndolo en Sófocles y Homero.
Ernesto Sabato lo recordaba con cariño, a pesar de tener diferencias con respecto a la educación en Argentina.
Por otra parte, fue Ángel Mazzei quien ocupó la cátedra de su maestro a la hora del retiro (1944), cuando una dolida Universidad de La Plata le dijo adiós al profesor.

## Obras
- Juan Boscán
- Góngora y el gongorismo
- La mirada en el tiempo
- Joaquín V. González

### Poesía
- Bajo los astros (1911)
- La canción olvidada (1915)
- Paisajes y elegías (1921)
- Tamboriles (1930)
- Melampo (1931)
- La rama intacta (1949)
- Presentimientos
- Retorno
- Poemas

### Estudios literarios
- Hesíodo en la literatura castellana (1926)
- Píndaro en la literatura castellana (1930)
- Rubén Darío y su creación poética[4] (1934)
- Cervantes: la invención del Quijote (1954)
- Antología didáctica de la poesía lírica española (1953)
- Estudios de la literatura castellana (1955)

## Premios
- Premio de poesía, 1924
- Premio Nacional de crítica, 1937